# Свети Йосиф и поклонник
„Свети Йосиф и поклонник“ (на италиански: San Giuseppe e un devoto) е картина на италианския художник Антонио да Кореджо от 1529 г. Картината (63 х 165 см) е изложена в Зала 12 на Национален музей „Каподимонте“ в Неапол. Използваната техника е темпера върху платно.

## История
Тези два панела, свързани помежду си, са признати от Фердинандо Болоня през 1957 г. за произведение на Антонио да Кореджо.
Картините са описани в инвентара на Палацо дел Джардино в Парма през 1680 г. като творба на Кореджо и като такива се споменати в „Живописно пътешествие“ на Джакомо Бари от 1671 г. До края на 18 век във фондовете на Фарнезе картината се споменава като произведение на Антонио да Кореджо, което е пренесено в Неапол, като част от Колекция „Фарнезе“. В наши дни тя е изложена в Музей „Каподимонте“ в Неапол.

## Описание
В разположената отдясно фигура на поклонника Фердинандо Болоня идентифицира портрет на граф Гуидо да Кореджо, починал на 6 юли 1528 г. Тази дата съвпада и с надписа под фигурите на Свети Йосиф „DIE VI IVLI“ и под поклонника „MDXXVIIII“, чието първоначално предназначение и контекст все още не са изяснени.
Изключително изпълнени в темпера с лепило от животински произход, а не с яйца, техниката на двете картини е тясно свързана с тази, използвана за вратите за органа, както и в картините рисувани в този период върху ленена тъкан. Въпреки това не може да се каже с точност за какво са били предназначени двете изображения, съставляващи картината. Цветът на дрехите на Свети Йосиф е в по-силно червено и оранжево, за разлика от други произведения на Антонио да Кореджо, но дори с тази си разлика картината не е сред известните му произведения.
От стилистична гледна точка този стил е ползван и в картината Мадоната на Сан Джорджо, което дори и в простотата на обстановката със сигурност разкрива ръката на зрелия Антонио да Кореджо. Забелязва се изключителната способност на художника да комбинира важните фигури с обикновени дрехи, което от своя страна подсилва диалога на външния вид и жестовете, установени между поклонника и светеца. Трябва да се отбележи и високата способност на художника да създаде портрет на граф Гуидо да Кореджо, тъй като портретите са отсъстващи в произведенията на Антонио да Кореджо.